# Lithoscarabaeinae
De Lithoscarabaeinae zijn een onderfamilie van uitgestorven kevers uit de familie van de bladsprietkevers (Scarabaeidae).